# Jean de Montreuil
Jean de Montreuil (1354-1418) (Jean Charlin, Johannes de Monsterio Sicco, Joannis de Monsteriolo) (* Monthureux-le-Sec, 1354 † Paris, 29 de Maio de 1418) foi humanista, teólogo, filósofo, chefe de estado e tradutor francês. Foi um dos primeiros a invocar a Lei sálica como mecanismo contra a sucessão feminina ao trono. Foi, durante 30 anos, secretário de Carlos VI. Jean de Montreuil morreu assassinado, junto com Gontier Col (1350-1418), durante o massacre de 29 de Maio de 1418, seguido da tomada de Paris pelos Borguinhões.

## Biografia
Este personagem foi redescoberto graças à tese latina do lexicógrafo francês Antoine Thomas (1857-1935) em sua obra "De Joannis de Monsteriolo vita et operibus" (Vida e obra de Jean de Montreuil, 1883).
Jean de Montreuil estudou no Colégio de Navarra da Universidade de Paris, onde fez amizades com Pierre d'Ailly e de Nicolas de Clémanges.  Entrou para as Ordens dos Jesuítas, e em 1375, se tornou secretário do Bispo de Beauvais, Milon de Dormans († 13 de Agosto de 1387), que se tornou chanceler da França em 1380, e em 1384 acompanou a comitiva de Enguerrand VII de Coucy (1340-1397) em viagem para a Itália, que partiu em socorro ao príncipe Luís I, Príncipe de Anjou, com dificuldades na luta para se impor como "rei da Sicília". A expedição foi recebida em Milão pela corte de Barnabé Visconti  (1323-1385), depois, seguiu para Toscana, onde liderou as negociações durante várias semanas com o governo de Florença a propósito da cidade de Arezzo, tomada pelo Senhor de Coucy. Foi aí que Jean de Montreuil conheceu o chanceler de Florença, Coluccio Salutati, e o ambiente humanista de Toscana, descobrindo também as obras de Petrarca e de Boccaccio.
Em 1390, tornou-se secretário do rei Carlos VI (1368-1422), onde permaneceu durante 30 anos, até a sua morte. Em 1394 se tornou reitor do capítulo de São Pedro de Lille e também cônego de Beauvais e de Rouen, que lhe proporcionou uma receita significativa. Durante a sua longa carreira, participou de várias embaixadas, na Inglaterra, na Escócia, na Itália, e também com o novo papa João XXIII em 1412; em Avignon em 1404; e também como embaixador da França junto ao Duque de Borgonha, João Sem Medo, em 1413.
Em 1394, Nicolas de Clémanges escreveu duas cartas ao papa de Avignon, Clemente VII, em nome da Universidade de Paris, o cardeal Galeotto Tarlati de Pietramala lhe responde elogiando seu talento literário, acrescentando que ele era uma exceção ao julgamento global justo de Petrarca em carta datada de 1368, onde este rogava ao Papa Urbano V a volta para Roma. Nicolas de Clémanges, em duas cartas, e Jean de Montreuil, em outra, respondem defendendo o valor e a originalidade da cultura francesa diante da Itália. Este intercâmbio de correspondências, marcou o início de uma tradição entre os humanistas franceses e sua admiração pelo humanismo italiano, além das declarações sobre o patriotismo francês e das tradições particulares dessa nação.
A partir de 1390 ele constitui com Gontier Col (1350-1418) e seu irmão Pierre Col, cônego de Paris, também conhecido como Colli de la Riole, Nicolas de Clémanges, Laurent de Premierfait (1380-1418), um pequeno grupo de literatos, a representar as sementes do humanismo francês. No vestíbulo do hotel onde se instalara, mandou afixar as dez leis de Licurgo, citadas pelo historiador latino Justino, tendo, a propósito, uma discussão com Laurent de Premierfait que se opunha às rugas estéreis e a inércia verbal de Licurgo em detrimento das Sagradas Escrituras. Ele, Nicolas de Clémanges e Gontier Col tornam-se adeptos de um milanês chamado Ambrogio dei Migli, que havia chegado a Paris numa comitiva simples por volta de 1390, e que tinha grande apreço pelos autores clássicos. Conseguiu o cargo de secretário do Duque de Orléans, porém, algumas discussões em torno de Cícero e de seus méritos comparados aos de Virgílio e de Ovídio se deterioraram, vindo eles a se desentenderem, causando, posteriormente, trocas de correspondências entre o grupo, chegando a zombar da conversão cristã de Ambrósio, por ter ele um conhecimento epicurista e céptico em matéria religiosa. Ele e Gontier Col também passaram a fazer parte da socieda galante em torno da rainha Isabel da Baviera, e da famosa "corte amorosa" bem como os "excessos amorosos" onde todos chegavam a compor uma balada, e se entregavam aos "procedimentos amorosos".

## Obras
- Regali ex progenie
- À toute la chevalerie, entre 1406 e 1412
- Libellus adversus Anglos (Tratado contra os ingleses), entre 1413 e 1416
- Perbrevis epilogus gestorum Karoli Magni
- De gestis et factis memorabilibus Francorum